# Erhard Kallweit
Erhard Kallweit (* 4. Mai 1936 in Neu Lappienen, Ostpreußen) ist ein deutscher Agrarwissenschaftler; er war Hochschullehrer für Tierzucht und Produktkunde an der Universität Göttingen.

## Leben und Wirken
Die Kriegsereignisse brachten ihn als Neunjährigen nach Niedersachsen, wo er bis heute zu Hause ist. Nach einer landwirtschaftlichen Lehre in den Kreisen Rotenburg und Verden/Aller und dem Studium der Landwirtschaft an der Universität Göttingen legte er dort 1962 die Diplomprüfung ab. Als Mitarbeiter von Fritz Haring und unter Betreuung von Joachim Weniger fertigte er im Institut für Tierzucht und Haustiergenetik eine Dissertation an zum Thema: „Untersuchungen über Beziehungen zwischen Körperzusammensetzung und Fleischbeschaffenheit an wachsenden Schweinen“. In Göttingen wurde er im Sommersemester 1959 Mitglied der Königsberger Burschenschaft Gothia.
Die mit der Promotion zum Dr.sc.agr. im Jahre 1964 gelegte Basis für sein wissenschaftliches Engagement wurde zunächst vertieft durch die Arbeit als Kellogg - Stipendiat in Madison an der University of Wisconsin, USA, in den Jahren 1964/65. Im Anschluss daran konnte ihn Max Witt für das damalige Max-Planck-Institut für Tierzucht und Tieremährung Mariensee, gewinnen, in dem er vielfältige Arbeiten zur Schlachtkörper- und Fleischqualität bei landwirtschaftlichen Nutztieren durchführte.
Kallweit habilitierte sich an der Universität Göttingen 1972 und wurde 1975 zum apl. Professor ernannt. 1978 nahm er eine Lehrstuhlvertretung am dortigen Institut für Tierzucht und Haustiergenetik wahr. Er war stellvertretender Leiter des ab 1974 umbenannten Instituts für Tierzucht und Tierverhalten Mariensee und Mitglied des Senats der neu übergeordneten Bundesforschungsanstalt für Landwirtschaft (FAL). 1977 wurde er zum wissenschaftlichen Direktor ernannt. Die von Kallweit wahrgenommenen wissenschaftlichen und administrativen Aufgaben, z. B. die Leitung der Arbeitsgruppen Schaf- und Schweineproduktion, In vivo Analyse biologischer Systeme, Prozessqualität, haben wesentlich zum Ansehen des Instituts beigetragen und solide Fundamente für eine erfolgreiche Weiterführung der Aufgabenbereiche gelegt.
Dem darin zum Ausdruck kommenden Bemühen, Grundlagen für die wirtschaftliche Erzeugung qualitativ hochwertiger Produkte für die Verbraucher zu erarbeiten, ist Kallweit stets verbunden geblieben. Immer in der vordersten Linie wissenschaftlicher Entwicklungen, hat er maßgeblichen Anteil an der Bewertung, Verbesserung und Sicherung der Fleischqualität in ihren vielseitigen Beurteilungsfacetten. Dieses Gebiet war daher auch Inhalt seiner Habilitationsschrift „Beziehungen zwischen Mast- und Schlachtleistung und Merkmalen der Fleischbeschaffenheit bei verschiedenen Tierarten“. Dort sind die Ergebnisse eingehender vergleichender Untersuchungen dargelegt.

## Forschungsengagements
Ein wesentliches Kennzeichen des wissenschaftlichen Engagements von Kallweit war stets die institutionsübergreifende und internationale Kooperation. Als besonders nachhaltig wirksames Beispiel ist seine langjährige Zusammenarbeit mit dem Max-Planck-Institut für experimentelle Endokrinologie in Hannover und dessen Direktor, Peter Jungblut, zu nennen
Des Weiteren konnte er in Mariensee seine Liebe zum Pferd mit wissenschaftlichen Untersuchungen zu Problemen der Trainings- und Turnierbelastung und zum Trainingsmanagement bei Sportpferden sehr erfolgreich verknüpfen.

## Ehrenamtliche Tätigkeiten
Die Ergebnisse seiner wissenschaftlichen Arbeit sind in vielen einschlägigen Veröffentlichungen im deutschen und internationalen Schrifttum sowie in verschiedenen Buchbeiträgen dokumentiert. Besonders hervorzuheben ist hier das 1988 gemeinsam mit weiteren Autoren herausgegebene Buch „Qualität tierischer Nahrungsmittel“. Aufgrund seines wissenschaftlichen Engagements war der Jubilar in einer Reihe wichtiger Gremien tätig, die sich mit Fragen der Qualitätserzeugung von Fleisch sowie dessen Verarbeitung und Vermarktung befassen. So war er z. B. von 1982 bis 1999 Vorsitzender des Arbeitsausschusses „Fleischerzeugung“ der Deutschen Gesellschaft für Züchtungskunde und seit 1989 Mitglied einer CMA - Arbeitsgruppe zur Erarbeitung eines Kriterienkatalogs für „Qualitätsfleisch“. Als Mitglied des Ausschusses für Leistungsprüfung und Zuchtwertschätzung beim Schwein (ALZ) hielt er Kontakte zur züchterischen Praxis. Genannt sei auch sein langjähriges Wirken im Redaktionskollegium des „Archiv für Tierzucht“.

## Ehrungen und Auszeichnungen
- 2002 Auszeichnung mit der Hermann-von-Nathusius-Medaille der Deutschen Gesellschaft für Züchtungskunde (DGfZ)